# Bitva o Ochtyrku
Bitva o Ochtyrku bylo vojenské střetnutí mezi Ruskem a Ukrajinou o město Ochtyrka a jeho okolí v Sumské oblasti na Ukrajině, jenž započalo 24. únor 2022, první den ruské invaze na Ukrajinu. Boje probíhaly na předměstí města, kde se ruské jednotky pokoušely město obsadit. Počáteční postup byl odražen a město bylo napadeno dělostřeleckou palbou. Dne 26. března 2022 bylo oznámeno, že ukrajinské síly dobyly zpět strategickou pevnost Trosťanec. To narušilo ruské komunikace a zásobovací trasy a ohrozilo ruskou frontu.
Ruská ofenziva byla kritizována pro civilní oběti a použití kazetových bomb, což může představovat válečný zločin.

## Bitva
Ruské jednotky vstoupily do Sumské oblasti z Ruska dne 24. února ráno. Mezi 12:00-14:00 vypukly střety v Ochtyrce, když se ruská kolona pokoušela projít městem. Dne 25. února kolem 7:30 začaly boje na předměstí ze směru od obce Velyka Pyšarivka. Téhož dne se ruským jednotkám nepodařilo město obsadit a následujícího dne se stáhly, přičemž za sebou zanechaly tanky a další techniku.
Dne 25. února zasáhly rakety BM-27 Uragan mateřskou školu v Ochtyrce. Střely zabily jedno dítě a dva dospělé lidi. Údajně se jednalo o kazetové bomby, jejichž použití může podle Amnesty International představovat válečný zločin. Ukrajinští představitelé také tvrdí, že ruské síly střílely na civilní autobus poblíž Ochtyrky. Dmytro Žyvyckyj, gubernátor Sumské oblasti, uvedl, že ve městě byli zabiti další tři civilisté.
Dne 26. února byli dva dánští novináři zraněni, když na jejich auto střílely neznámé síly. Starosta města Pavlo Kuzmenko v rozhovoru po bitvě řekl, že se ruští vojáci „začali bát“ Ochtyrky poté, co se jim ji během tří dnů nepodařilo dobýt.
Podle Žyvyckého byli během bojů 27. února zabiti ruští vojáci i civilisté.

## Bombardování
Dne 28. února ruské jednotky bombardovaly a zničily ropný sklad v Ochtyrce.
Ve stejný den zahynulo více než 70 ukrajinských vojáků, když vojenskou základnu v Ochtyrce zasáhla ruská termobarická bomba, uvedli místní představitelé. Mezinárodní právo nezakazuje použití termobarické munice, výbušných zařízení typu palivo-vzduch nebo vakuových bomb proti vojenským cílům. Jejich použití proti civilnímu obyvatelstvu může být zakázáno Úmluvou o některých konvenčních zbraních (CCW) Organizace spojených národů (OSN).
Ukrajinská velvyslankyně ve Spojených státech Oksana Markarová prohlásila, že použití termobarických zbraní je v rozporu s Ženevskými úmluvami.
Dne 3. března Žyvyckyj oznámil, že ruský letecký útok na místní tepelnou elektrárnu přerušil dodávky elektřiny a tepla do města.
V noci ze 7. na 8. března ruská bomba zničila administrativní budovu a těžce poškodila sousední muzeum místních dějin.
V časných ranních hodinách 10. března Žyvyckyj uvedl, že Ochtyrka je neustále bombardována a městská infrastruktura včetně kanalizace a vodovodní sítě je poničena.
Dne 14. března starosta Kuzmenko uvedl, že při ruském náletu na obytnou oblast zahynuli nejméně tři civilisté.
Do 26. března se ruské jednotky z Ochtyrky stáhly.[zdroj?]
- Fotografie a video
- Ochtyrka po ruském ostřelování, 2. března 2022
- Ruské ostřelování mateřské školy si vyžádalo 8 mrtvých
- Teplárna a elektrárna Ochtyrka po ruském ostřelování

## Následky
V červenci pocítila Ochtyrka vážné problémy s elektřinou kvůli poškození elektrárny při březnovém náletu. Kuzmenko přičítá ukrajinskému odporu v Ochtyrce zásluhu na tom, že udržel ruské síly daleko od Poltavy a Dnipra.